# Martini (koktél)
A martini ginből és vermutból készített koktél, melyet olívabogyóval vagy citromhéjjal díszítenek. A nyugati világban az egyik legismertebb báritalnak számít. A martini egyike a hat alapitalnak David A. Embury klasszikus könyvében, a The Fine Art of Mixing Drinks-ben („Az italkeverés művészete”). Az Egyesült Államoktól eltérően Európában, ha egy bárban „martinit” kérünk, általában jégre töltött vermutot kapunk, mivel az olasz  Martini vermut népszerűbb a martini koktélnál.

## Elkészítése
A martini az International Bartenders Association (IBA) szerint 6 cl gin és 1 cl száraz vermut keveréke. Ez a legelterjedtebb változat.  A szárazabb variációk 8:1, 12:1, 15:1 arányig terjedhetnek, 1 15: 1 arányú martini a Montgomery Martini, melyet Bernard Montgomery angol tábornagyról neveztek el.  
A hozzávalókat keverőpohárba töltik jégkockákkal, összekeverik őket és jéggel vagy jég nélkül töltik át egy hűtött koktélpohárba. Olívabogyóval díszítik vagy citromhéjjal, melyet általában megcsavarnak, hogy az illóolajai az italba kerülhessenek.  Harry Craddock klasszikus koktélkönyve, a Savoy Cockail Book (1930) szerint mindegyik martinit rázva kell készíteni. 

### Változatok
- tökéletes martini (perfect martini): egyenlő arányban tartalmaz édes és száraz vermutot.
- mocskos martini (dirty martini): a koktélhoz adnak az olajbogyó levéből
- Churchill martini: nem tartalmaz vermutot, csak (lehetőleg jégbe hűtött) gint, miközben fogyasztója egy zárt üveg száraz vermutot nézeget
- nedves martini (wet martini): több vermuttal készül
- 50-50 martini: egyenlő arányban tartalmaz gint és vermutot
- fordított martini (upside-down vagy reverse martini): több vermutot tartalmaz mint gint

### Vodka martini
A vodka martini koktél vodkából és vermutból jéggel készül shakerben vagy keverőpohárban. A shakerrel készített martini főleg kulturális behatások eredménye. 

## Eredete
Az egyik elmélet szerint a martini 1911-ben született a New York-ban található Knickerbocker Hotel, és a koktélt feltaláló csapost Martininek hívták.
Az nyomtatásban először 1869-ben megjelent vermutkoktél is tekinthető a martini elődjének, mely hűtött vermut volt citromhéjjal díszítve, és néha egy kevés keserűlikőrrel megerősítve.

## Megjelenése a kultúrában
Elsősorban a fiktív kém, James Bond tette népszerűvé, ugyanis vodka-martinijét mindig „rázva, nem keverve” kérte. Az itala inkább bradford volt, mint martini. Ian Fleming a James Bond által fogyasztott koktélt, mely ginből, vodkából, Lillet-ből áll Vespernek (ma Vesper Martiniként is ismert) nevezte a Casino Royale szereplője után.
A shakerrel készített változat eredete azonban régebbre nyúlik vissza. John O'Hara 1935-ös regényében, a Butterfield 8-ban az egyik szereplő a rázott martinit dicséri a keverttel szemben. Nick Charles nyomozó (William Powell) A sovány ember (1934) című filmben azt mondja egy csaposnak, hogy a száraz martinit mindig a keringő ütemére rázza. Noël Coward angol drámaíró és könyvszerző véleménye szerint a tökéletes martini úgy készül, hogy gint töltünk egy pohárba, majd meglengetjük Olaszország felé – ezzel arra célozva, hogy minél kevesebb vermutot teszünk a martinibe, annál jobb lesz. William Somerset Maugham angol író szerint „a martinit mindig keverni kell, nem rázni, hogy a molekulák érzékien üljenek egymáson”. J. D. Salinger Zabhegyező című regényében is található utalás a „minél szárazabb” martinire: mikor a főszereplő Carl Luce-szal beszélget a New York-i Wicker bárban, Carl előbb egy „jó száraz” martinit rendel, majd a következőnél azt kéri a csapostól, hogy „csinálja még sokkal szárazabbra”.

## Külső hivatkozások
- Gadberry, Brad: The Martini FAQ, 2008. január 12. (Hozzáférés: 2008. augusztus 10.)
- History of the Martini: A talk with Max Rudin 29 December 1997 (real audio format)